# 권오기 (1932년)
권오기(權五琦, 1932년 12월 10일~2011년 11월 3일)는 대한민국의 언론인이다. 경북 안동 출생이다.

## 경력
- 2000년: 제2기 통일고문회의 통일고문
- 1999년: 울산대학교 석좌교수
- 1999년: 서재필기념회 이사장
- 1995년~1998년: 부총리 겸 제23대 통일원 장관
- 1993년~1995년: 국제언론인협회(IPI) 한국위원회 이사
- 1993년~1995년: 동아일보 대표이사사장
- 1991년~1995년: 아시아신문재단(PFA) 한국위원회 회장
- 1990년: 성곡언론문화재단 이사
- 1989년~1993년: 동아일보 부사장
- 1985년~1989년: 한국신문편집인협회 회장
- 1981년~1989년: 동아일보 주필
- 1980년~1981년: 동아일보 논설위원
- 1977년~1980년: 동아일보 편집국장
- 1975년~1971년: 국제언론인협회(IPI) 한국위원회 사무국장
- 1975년~1977년: 동아방송국 보도담당 부국장
- 1970년~1974년: 동아일보 워싱턴특파원
- 1966년~1970년: 동아일보 논설주간
- 1965년~1966년: 동아일보 정치부 차장
- 1963년~1965년: 동아일보 도쿄특파원

## 수상
- 1984년: PFA고재욱기념 언론상